# Paraleyrodes ancora
Paraleyrodes ancora là một loài côn trùng cánh nửa trong họ Aleyrodidae, phân họ Aleurodicinae.
Paraleyrodes ancora được Martin miêu tả khoa học đầu tiên năm 2004.